# Carly Rae Jepsen

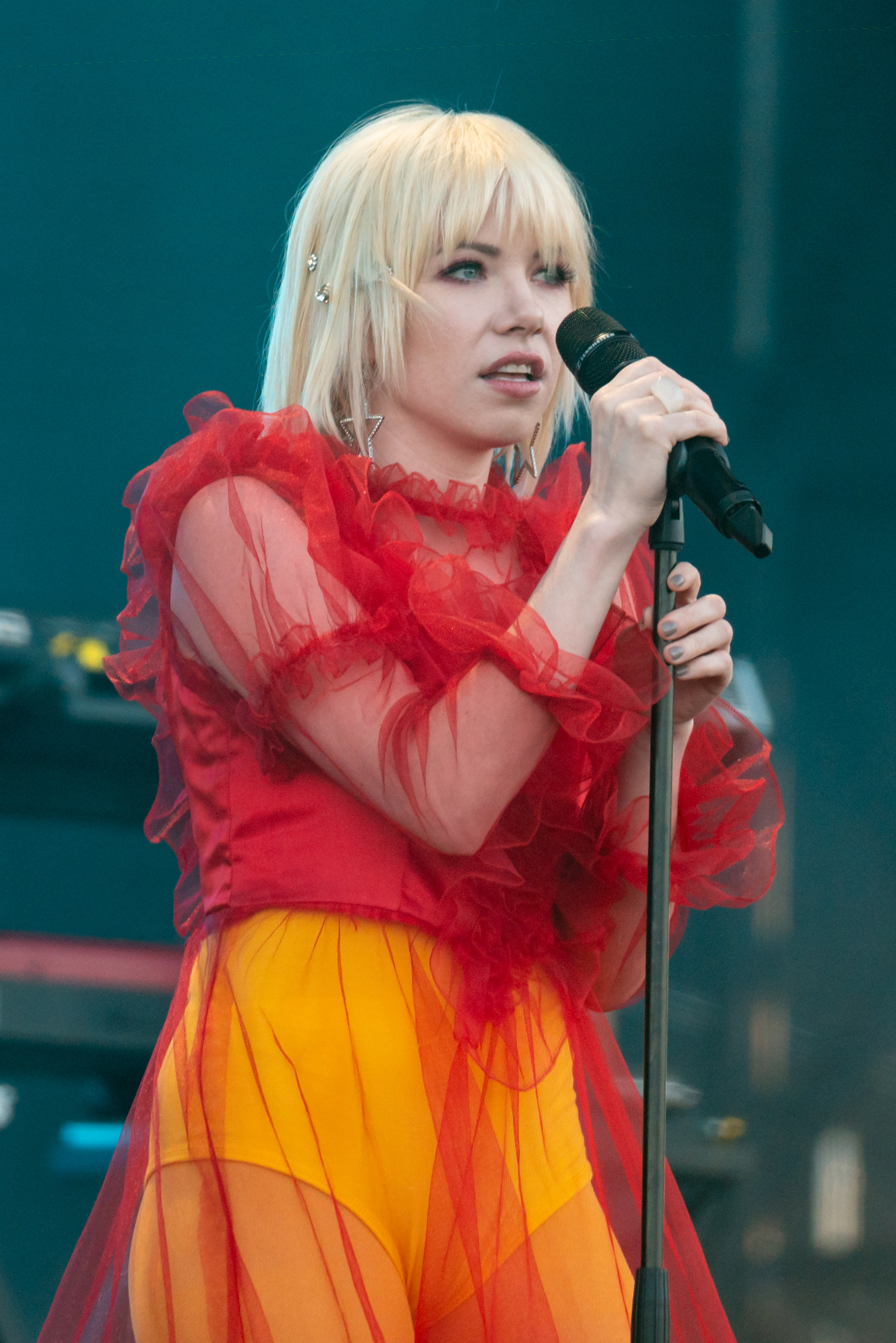
Carly Rae Jepsen (2019)

Carly Rae Jepsen (* 21. November 1985 in Mission, British Columbia), auch bekannt unter ihrem Akronym CRJ, ist eine kanadische Singer-Songwriterin. Im Sommer 2007 erreichte sie den dritten Platz in der fünften Staffel von Canadian Idol und startete im Anschluss eine Solokarriere. Internationale Bekanntheit erlangte sie im Jahr 2012 mit der Singleauskopplung Call Me Maybe.

## Leben und Karriere
Jepsen besuchte vor der Teilnahme an Canadian Idol das Canadian College of Performing Arts in Victoria BC. Nach der Canadian-Idol-Tour kehrte sie nach British Columbia zurück, wo sie sich auf das Songwriting und die Aufnahmen konzentrierte. Aufgrund ihrer veröffentlichten Demoaufnahmen schloss Jepsen einen Vertrag bei Simkin Artist Management und Dexter Entertainment ab. Anschließend unterschrieb sie einen Plattenvertrag beim Musiklabel Fontana / MapleMusic und arbeitet mit dem Produzenten und Songwriter Ryan Stewart zusammen. Momentan ist sie bei Scooter Braun unter Vertrag, der auch Manager von Justin Bieber ist.
Jepsen war von August 2012 bis März 2015 in einer festen Beziehung mit dem Singer-Songwriter Matthew Koma.

### Tug of War (2008–2011)
Am 16. Juni 2008 erschien Jepsens Debütsingle Sunshine on My Shoulders, eine Coverversion des Songs von John Denver. Am 18. Juni 2008 veröffentlichte sie dann mit Bucket und Heavy Lifting zwei Lieder auf Myspace. Am 30. September 2008 erschien ihr Debütalbum Tug of War, aus dem vier Songs als Singles ausgekoppelt wurden. Im Frühjahr 2009 ging Jepsen mit der kanadischen Popgruppe Marianas Trench sowie der kanadischen Popsängerin Shiloh in Kanada auf Tournee.

### Curiosity und Kiss (2012–2013)

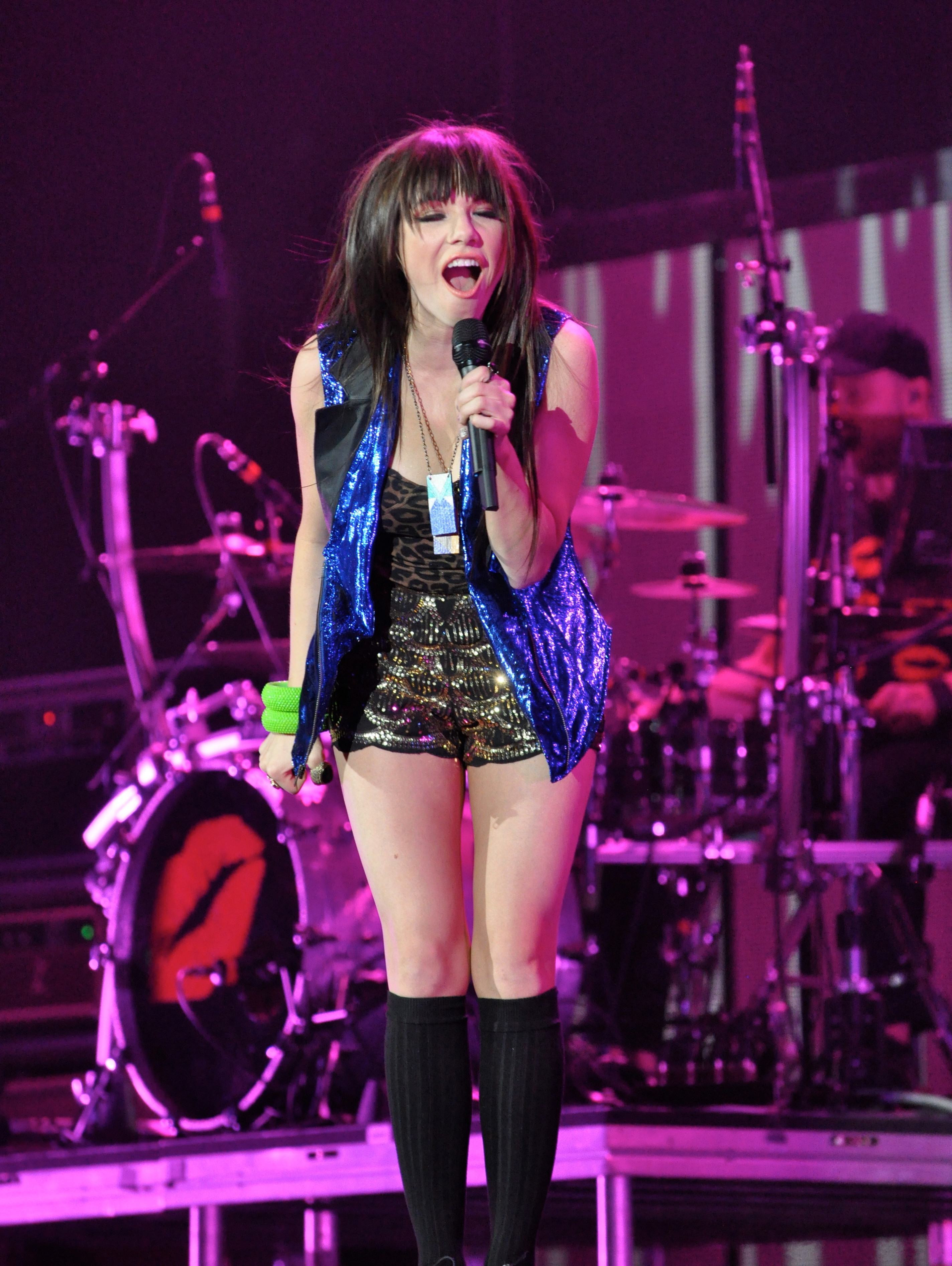
Carly Rae Jepsen (2012)

Am 14. Februar 2012 erschien Jepsens erste EP Curiosity, die in den kanadischen Albumcharts Platz sechs erreichte. Die erste Singleauskopplung Call Me Maybe erschien am 19. September 2011, erreichte jedoch erst im Januar 2012 Platz 1 der kanadischen Singlecharts. Mit über 320.000 verkauften Exemplaren in Kanada erreichte die Single vierfach Platin. In den Niederlanden erreichte das Lied Platz zwei in den Singlecharts. In den dänischen, britischen, finnischen, irischen, australischen, neuseeländischen, polnischen, schottischen und in den US-amerikanischen Singlecharts erreichte Call Me Maybe Platz eins der Hitparaden. In den deutschen Charts erreichte der Song Platz drei. Im Februar 2012 unterschrieb Jepsen in Los Angeles Verträge mit Interscope und Schoolboy Records. Am 20. Juni 2012 veröffentlichte sie zusammen mit Owl City den Song Good Time.
Am 14. September 2012 erschien in Deutschland mit Kiss ihr zweites Studioalbum. Die erste Single aus dem Album war This Kiss und wurde bereits am 10. September ausgekoppelt. Am 25. November 2012 konnte das Musikvideo zur Singleauskopplung Curiosity auf einigen Internet-Videoportalen angesehen werden. Allerdings wurde das Video nicht offiziell veröffentlicht, da dieses für Jepsens Zielgruppe zu „sexy“ sei. Tonight I'm Getting Over You ist die vierte Single aus Kiss und ist am 21. Januar 2013 erschienen. Außerdem wirkte Jepsen bei einer Single von A Friend in London mit.
Am 23. Mai 2013 erschien ihre Single Take a Picture, die sie erstmals live bei American Idol sang. Über Specials zu dem Song und dem Auftritt konnten zuvor ihre Fans abstimmen.

### Emotion (2015)
Jepsen brachte 2015 ihr drittes Studioalbum Emotion auf den Markt, das unter anderem die Chart-Hits I Really Like You und Run Away with Me enthält.

### Fuller House
Mit Everywhere You Look sang sie das Titellied für die Netflix-Serie Fuller House (2016), dem Spin-off zu Full House (1987–1995).

## Auftritte beiCanadian Idol
| Show      | Lied                               | Originalinterpret  |
| --------- | ---------------------------------- | ------------------ |
| Vorsingen | Sweet Talker                       | Carly Rae Jepsen   |
| Top 40    | Breathe (2 AM)                     | Anna Nalick        |
| Top 22    | Put Your Records On                | Corinne Bailey Rae |
| Top 18    | Sweet Ones                         | Sarah Slean        |
| Top 14    | Waiting in Vain                    | Annie Lennox       |
| Top 10    | Inside and Out                     | Leslie Feist       |
| Top 9     | Georgia on My Mind                 | Ray Charles        |
| Top 8     | Torn                               | Natalie Imbruglia  |
| Top 7     | Killer Queen                       | Queen              |
| Top 6     | Come to My Window                  | Melissa Etheridge  |
| Top 5     | Chuck E’s in Love                  | Rickie Lee Jones   |
| Top 4     | My Heart Belongs to Daddy          | Ella Fitzgerald    |
| Top 4     | I Got It Bad (and That Ain’t Good) | Mel Tormé          |
| Top 3     | At Seventeen                       | Janis Ian          |
| Top 3     | White Flag                         | Dido               |

## Diskografie

### Studioalben
| Jahr | Titel                                       | Höchstplatzierung, Gesamtwochen, AuszeichnungChartplatzierungen (Jahr, Titel, Platzierungen, Wochen, Auszeichnungen, Anmerkungen) | Höchstplatzierung, Gesamtwochen, AuszeichnungChartplatzierungen (Jahr, Titel, Platzierungen, Wochen, Auszeichnungen, Anmerkungen) | Höchstplatzierung, Gesamtwochen, AuszeichnungChartplatzierungen (Jahr, Titel, Platzierungen, Wochen, Auszeichnungen, Anmerkungen) | Höchstplatzierung, Gesamtwochen, AuszeichnungChartplatzierungen (Jahr, Titel, Platzierungen, Wochen, Auszeichnungen, Anmerkungen) | Höchstplatzierung, Gesamtwochen, AuszeichnungChartplatzierungen (Jahr, Titel, Platzierungen, Wochen, Auszeichnungen, Anmerkungen) | Höchstplatzierung, Gesamtwochen, AuszeichnungChartplatzierungen (Jahr, Titel, Platzierungen, Wochen, Auszeichnungen, Anmerkungen) | Anmerkungen                                                  |
| Jahr | Titel                                       | DE | AT | CH | UK | US | CA | Anmerkungen                                                  |
| ---- | ------------------------------------------- | --- | --- | --- | --- | --- | --- | ------------------------------------------------------------ |
| 2008 | Tug of War Fontana/MapleMusic               | — | — | — | — | — | — | Erstveröffentlichung: 30. September 2008                     |
| 2012 | Kiss 604/Schoolboy/Interscope               | DE22 (5 Wo.)DE | AT25 Gold · (5 Wo.)AT | CH18 (7 Wo.)CH | UK9 Silber · (6 Wo.)UK | US6 (21 Wo.)US | CA5 Gold · (3 Wo.)CA | Erstveröffentlichung: 14. September 2012 Verkäufe: + 630.000 |
| 2015 | Emotion 604/Schoolboy/Interscope            | DE73 (1 Wo.)DE | — | CH93 (1 Wo.)CH | UK21 (2 Wo.)UK | US16 (4 Wo.)US | CA8 (1 Wo.)CA | Erstveröffentlichung: 24. Juni 2015 Verkäufe: + 155.000      |
| 2019 | Dedicated 604/Schoolboy/Interscope          | — | — | CH71 (1 Wo.)CH | UK26 (1 Wo.)UK | US18 (2 Wo.)US | CA7 (12 Wo.)CA | Erstveröffentlichung: 17. Mai 2019                           |
| 2020 | Dedicated Side B 604/Schoolboy/Interscope   | — | — | — | UK42 (1 Wo.)UK | — | — | Erstveröffentlichung: 21. Mai 2020                           |
| 2022 | The Loneliest Time 604/Schoolboy/Interscope | — | — | — | UK16 (1 Wo.)UK | US19 (1 Wo.)US | — | Erstveröffentlichung: 21. Oktober 2022                       |
| 2023 | The Loveliest Time 604/Schoolboy/Interscope | — | — | — | — | — | — | Erstveröffentlichung: 28. Juli 2023                          |

### Remixalben
- 2013: Kiss: The Remix
- 2016: Emotion Remixed +

### EPs
| Jahr | Titel                                     | Höchstplatzierung, Gesamtwochen, AuszeichnungChartplatzierungen (Jahr, Titel, Platzierungen, Wochen, Auszeichnungen, Anmerkungen) | Höchstplatzierung, Gesamtwochen, AuszeichnungChartplatzierungen (Jahr, Titel, Platzierungen, Wochen, Auszeichnungen, Anmerkungen) | Höchstplatzierung, Gesamtwochen, AuszeichnungChartplatzierungen (Jahr, Titel, Platzierungen, Wochen, Auszeichnungen, Anmerkungen) | Höchstplatzierung, Gesamtwochen, AuszeichnungChartplatzierungen (Jahr, Titel, Platzierungen, Wochen, Auszeichnungen, Anmerkungen) | Höchstplatzierung, Gesamtwochen, AuszeichnungChartplatzierungen (Jahr, Titel, Platzierungen, Wochen, Auszeichnungen, Anmerkungen) | Höchstplatzierung, Gesamtwochen, AuszeichnungChartplatzierungen (Jahr, Titel, Platzierungen, Wochen, Auszeichnungen, Anmerkungen) | Anmerkungen                            |
| Jahr | Titel                                     | DE | AT | CH | UK | US | CA | Anmerkungen                            |
| ---- | ----------------------------------------- | --- | --- | --- | --- | --- | --- | -------------------------------------- |
| 2012 | Curiosity 604                             | — | — | — | — | — | CA7 (22 Wo.)CA | Erstveröffentlichung: 14. Februar 2012 |
| 2016 | Emotion: Side B+ 604/Schoolboy/Interscope | — | — | — | — | US62 (1 Wo.)US | — | Erstveröffentlichung: 26. August 2016  |

Weitere EPs
- 2004: Dear You (selbstständige Veröffentlichung)
- 2019: Spotify Singles

### Singles als Leadsängerin
| Jahr | Titel Album                         | Höchstplatzierung, Gesamtwochen, AuszeichnungChartplatzierungen (Jahr, Titel, Album, Platzierungen, Wochen, Auszeichnungen, Anmerkungen) | Höchstplatzierung, Gesamtwochen, AuszeichnungChartplatzierungen (Jahr, Titel, Album, Platzierungen, Wochen, Auszeichnungen, Anmerkungen) | Höchstplatzierung, Gesamtwochen, AuszeichnungChartplatzierungen (Jahr, Titel, Album, Platzierungen, Wochen, Auszeichnungen, Anmerkungen) | Höchstplatzierung, Gesamtwochen, AuszeichnungChartplatzierungen (Jahr, Titel, Album, Platzierungen, Wochen, Auszeichnungen, Anmerkungen) | Höchstplatzierung, Gesamtwochen, AuszeichnungChartplatzierungen (Jahr, Titel, Album, Platzierungen, Wochen, Auszeichnungen, Anmerkungen) | Höchstplatzierung, Gesamtwochen, AuszeichnungChartplatzierungen (Jahr, Titel, Album, Platzierungen, Wochen, Auszeichnungen, Anmerkungen) | Anmerkungen                                                             |
| Jahr | Titel Album                         | DE | AT | CH | UK | US | CA | Anmerkungen                                                             |
| --- | ----------------------------------- | --- | --- | --- | --- | --- | --- | ----------------------------------------------------------------------- |
| 2008 | Tug of War                          | — | — | — | — | — | CA68 Gold · (4 Wo.)CA | Erstveröffentlichung: 16. September 2008 Verkäufe: + 40.000             |
| 2009 | Bucket Tug of War                   | — | — | — | — | — | CA45 Gold · (11 Wo.)CA | Erstveröffentlichung: 4. April 2009 Verkäufe: + 40.000                  |
| 2011 | Call Me Maybe Curiosity / Kiss      | DE3 ×5Fünffachgold · (54 Wo.)DE | AT3 Platin · (50 Wo.)AT | CH1 ×3Dreifachplatin · (60 Wo.)CH | UK1 ×5Fünffachplatin · (54 Wo.)UK | US1 Diamant · (50 Wo.)US | CA1 Diamant · (71 Wo.)CA | Erstveröffentlichung: 20. September 2011 Verkäufe: + 18.000.000         |
| 2012 | Curiosity                           | — | — | — | — | — | CA28 Gold · (22 Wo.)CA | Erstveröffentlichung: 1. Mai 2012 Verkäufe: + 40.000                    |
| 2012 | Good Time Kiss                      | DE11 Gold · (23 Wo.)DE | AT4 (21 Wo.)AT | CH4 (23 Wo.)CH | UK5 Platin · (20 Wo.)UK | US8 ×2Doppelplatin · (24 Wo.)US | CA3 (30 Wo.)CA | Erstveröffentlichung: 26. Juni 2012 Verkäufe: + 4.004.000; mit Owl City |
| 2012 | This Kiss Kiss                      | DE64 (5 Wo.)DE | — | — | — | US86 (1 Wo.)US | CA11 (9 Wo.)CA | Erstveröffentlichung: 10. September 2012                                |
| 2013 | Tonight I’m Getting Over You Kiss   | — | — | CH74 (1 Wo.)CH | UK33 (6 Wo.)UK | US90 (1 Wo.)US | CA71 (3 Wo.)CA | Erstveröffentlichung: 21. Januar 2013 Verkäufe: + 30.000                |
| 2015 | I Really Like You Emotion           | DE15 Gold · (25 Wo.)DE | AT11 (23 Wo.)AT | CH15 (21 Wo.)CH | UK3 Platin · (21 Wo.)UK | US39 Platin · (20 Wo.)US | CA11 Gold · (11 Wo.)CA | Erstveröffentlichung: 2. März 2015 Verkäufe: + 2.740.000                |
| 2015 | Run Away with Me Emotion            | — | — | — | UK58 Silber · (5 Wo.)UK | — | — | Erstveröffentlichung: 17. Juli 2015 Verkäufe: + 250.000                 |
| 2017 | Cut to the Feeling Emotion: Side B+ | — | — | — | UK— SilberUK | — | CA33 (1 Wo.)CA | Erstveröffentlichung: 26. Mai 2017 Verkäufe: + 300.000                  |
| 2018 | Party for One Dedicated             | — | — | — | — | — | CA27 (1 Wo.)CA | Erstveröffentlichung: 1. November 2018                                  |
| Folgende Lieder erschienen nicht als Single, wurden aber durch das Album zum Download und Streaming bereitgestellt und konnten somit eine Platzierung erlangen: |                                     | | | | | | |                                                                         |
| |                                     | | | | | | |                                                                         |
| 2012 | Beautiful Kiss                      | — | — | — | UK68 (1 Wo.)UK | US87 (1 Wo.)US | CA14 (1 Wo.)CA | Charteinstieg: 29. September 2012 mit Justin Bieber                     |

Weitere Singles
- 2008: Sunshine on My Shoulders
- 2009: Sour Candy (feat. Josh Ramsay)
- 2012: Almost Said It
- 2013: Take a Picture
- 2015: Your Type
- 2015: Last Christmas
- 2017: It Takes Two (mit Mike Will Made It & Lil Yachty)
- 2019: Now That I Found You
- 2019: No Drug Like Me
- 2019: Julien
- 2019: Too Much
- 2019: OMG
- 2019: Lalala (Remix) (mit Y2K, bbno$ & Enrique Iglesias)
- 2020: Let’s Be Friends
- 2020: It’s Not Christmas Till Somebody Cries
- 2022: Western Wind
- 2022: Move me
- 2022: Beach House
- 2022: Talking to Yourself
- 2022: The Loneliest Time (feat. Rufus Wainwright)

### Singles als Gastmusikerin
- 2013: Rest from the Streets (A Friend in London feat. Carly Rae Jepsen)
- 2016: Super Natural (Danny L Harle feat. Carly Rae Jepsen)
- 2020: Ok on Your Own (Mxmtoon feat. Carly Rae Jepsen)

## Auszeichnungen für Musikverkäufe
| Goldene Schallplatte - Australien - 2015: für das Album Kiss - Belgien - 2012: für die Single Good Time - Brasilien - 2012: für das Album Kiss - 2024: für die Single Run Away with Me - Dänemark - 2013: für das Streaming Tonight I’m Getting Over You - Finnland - 2019: für das Album Emotion - 2019: für die Single Run Away with Me - Frankreich - 2012: für die Single Call Me Maybe - Japan - 2016: für das Album Emotion - 2018: für die Single Cut to the Feeling - 2023: für das Streaming I Really Like You - Kolumbien - 2013: für das Album Kiss - Polen - 2013: für das Album Kiss - Schweden - 2013: für das Album Kiss - Singapur - 2019: für das Album Kiss - Spanien - 2015: für die Single I Really Like You | Platin-Schallplatte - Australien - 2019: für die Single I Really Like You - Belgien - 2012: für die Single Call Me Maybe - Brasilien - 2024: für die Single Good Time - 2024: für die Single I Really Like You - Dänemark - 2012: für die Single Call Me Maybe - 2015: für die Single I Really Like You - Finnland - 2019: für die Single I Really Like You - Indonesien - 2012: für das Album Kiss - Italien - 2016: für die Single I Really Like You - 2019: für die Single Good Time - Japan - 2012: für das Album Kiss - 2024: für das Streaming Good Time - 2024: für das Streaming Call Me Maybe - Neuseeland - 2022: für die Single I Really Like You - Polen - 2016: für die Single I Really Like You 2× Platin-Schallplatte - Dänemark - 2013: für das Streaming Good Time - Japan - 2017: für die Single Good Time - 2019: für die Single I Really Like You - Neuseeland - 2012: für die Single Good Time - 2023: für das Album Kiss - Niederlande - 2012: für die Single Call Me Maybe - Schweden - 2015: für die Single I Really Like You - Spanien - 2024: für die Single Call Me Maybe | 3× Platin-Schallplatte - Italien - 2012: für die Single Call Me Maybe - Philippinen - 2023: für das Album Emotion 4× Platin-Schallplatte - Dänemark - 2013: für das Streaming Call Me Maybe - Finnland - 2019: für die Single Call Me Maybe - Schweden - 2013: für die Single Call Me Maybe 5× Platin-Schallplatte - Australien - 2015: für die Single Good Time 6× Platin-Schallplatte - Neuseeland - 2024: für die Single Call Me Maybe 9× Platin-Schallplatte - Philippinen - 2023: für das Album Kiss 15× Platin-Schallplatte - Australien - 2022: für die Single Call Me Maybe Diamantene Schallplatte - Brasilien - 2024: für die Single Call Me Maybe - Japan - 2018: für die Single Call Me Maybe |

Anmerkung: Auszeichnungen in Ländern aus den Charttabellen bzw. Chartboxen sind in ebendiesen zu finden.
| Land/RegionAuszeichnungen für Musikverkäufe (Land/Region, Auszeichnungen, Verkäufe, Quellen) | Silber     | Gold       | Platin         | Diamant     | Verkäufe   | Quellen                           |
| -------------------------------------------------------------------------------------------- | ---------- | ---------- | -------------- | ----------- | ---------- | --------------------------------- |
| Australien (ARIA)                                                                            | —          | Gold1      | 21× Platin21   | —           | 1.525.000  | aria.com.au                       |
| Belgien (BRMA)                                                                               | —          | Gold1      | Platin1        | —           | 45.000     | ultratop.be                       |
| Brasilien (PMB)                                                                              | —          | 2× Gold2   | 2× Platin2     | Diamant1    | 420.000    | pro-musicabr.org.br               |
| Dänemark (IFPI)                                                                              | —          | Gold1      | 8× Platin8     | —           | 90.000     | ifpi.dk                           |
| Deutschland (BVMI)                                                                           | —          | 3× Gold3   | 2× Platin2     | —           | 1.100.000  | musikindustrie.de                 |
| Finnland (IFPI)                                                                              | —          | 2× Gold2   | 5× Platin5     | —           | 270.000    | ifpi.fi                           |
| Frankreich (SNEP)                                                                            | —          | Gold1      | —              | —           | 150.000    | snepmusique.com                   |
| Indonesien (ASIRI)                                                                           | —          | —          | Platin1        | —           | 15.000     | Einzelnachweise                   |
| Italien (FIMI)                                                                               | —          | —          | 5× Platin5     | —           | 190.000    | fimi.it                           |
| Japan (RIAJ)                                                                                 | —          | 3× Gold3   | 7× Platin7     | Diamant1    | 2.450.000  | riaj.or.jp JP2 JP3                |
| Kanada (MC)                                                                                  | —          | 5× Gold5   | —              | Diamant1    | 1.000.000  | musiccanada.com                   |
| Kolumbien (ASINCOL)                                                                          | —          | Gold1      | —              | —           | 5.000      | Einzelnachweise                   |
| Neuseeland (RMNZ)                                                                            | —          | —          | 11× Platin11   | —           | 270.000    | aotearoamusiccharts.co.nz NZ2 NZ3 |
| Niederlande (NVPI)                                                                           | —          | —          | 2× Platin2     | —           | 40.000     | nu.nl                             |
| Österreich (IFPI)                                                                            | —          | Gold1      | Platin1        | —           | 40.000     | ifpi.at                           |
| Philippinen (PARI)                                                                           | —          | —          | 12× Platin12   | —           | 180.000    | Einzelnachweise                   |
| Polen (ZPAV)                                                                                 | —          | Gold1      | Platin1        | —           | 30.000     | olis.pl                           |
| Schweden (IFPI)                                                                              | —          | Gold1      | 6× Platin6     | —           | 260.000    | sverigetopplistan.se              |
| Schweiz (IFPI)                                                                               | —          | —          | 3× Platin3     | —           | 90.000     | hitparade.ch                      |
| Singapur (RIAS)                                                                              | —          | Gold1      | —              | —           | 5.000      | rias.org.sg                       |
| Spanien (Promusicae)                                                                         | —          | Gold1      | 2× Platin2     | —           | 180.000    | elportaldemusica.es               |
| Vereinigte Staaten (RIAA)                                                                    | —          | —          | 3× Platin3     | Diamant1    | 13.249.000 | riaa.com                          |
| Vereinigtes Königreich (BPI)                                                                 | 3× Silber3 | —          | 7× Platin7     | —           | 4.660.000  | bpi.co.uk                         |
| Insgesamt                                                                                    | 3× Silber3 | 25× Gold25 | 100× Platin100 | 4× Diamant4 |            |                                   |

## Künstlerauszeichnungen und Nominierungen
| Jahr | Veranstaltung                   | Kategorie                                            | Nominiert für                                | Resultat  |
| ---- | ------------------------------- | ---------------------------------------------------- | -------------------------------------------- | --------- |
| 2010 | Canadian Radio Music Awards     | Song of the Year                                     | „Tug of War“                                 | Gewonnen  |
| 2010 | Western Canadian Music Awards   | Song of the Year                                     | „Tug of War“                                 | Nominiert |
| 2010 | Juno Award                      | New Artist of the Year                               | Carly Rae Jepsen                             | Nominiert |
| 2010 | Juno Award                      | Songwriter of the Year                               | „Tug of War“, „Bucket“, „Money And The Ego“* | Nominiert |
| 2010 | Much Music Video Awards         | UR FAVE New Artist                                   | „Bucket“                                     | Nominiert |
| 2012 | Much Music Video Awards         | UR Fave Artist                                       | Carly Rae Jepsen                             | Nominiert |
| 2012 | Much Music Video Awards         | Pop Video of the Year                                | „Call Me Maybe“                              | Nominiert |
| 2012 | Much Music Video Awards         | Most Streamed Video of the Year                      | „Call Me Maybe“                              | Gewonnen  |
| 2012 | Much Music Video Awards         | Video of the Year                                    | „Call Me Maybe“                              | Gewonnen  |
| 2012 | Much Music Video Awards         | UR Fave Video                                        | „Call Me Maybe“                              | Gewonnen  |
| 2012 | Teen Choice Awards              | Choice: Summer Song                                  | „Call Me Maybe“                              | Gewonnen  |
| 2012 | Teen Choice Awards              | Choice: Breakout Artist                              | Carly Rae Jepsen                             | Gewonnen  |
| 2012 | Teen Choice Awards              | Choice: Music Star Female                            | Carly Rae Jepsen                             | Nominiert |
| 2012 | MTV Video Music Awards          | Best New Artist                                      | „Call Me Maybe“                              | Nominiert |
| 2012 | MTV Video Music Awards          | Most Share-Worthy Video                              | „Call Me Maybe“                              | Nominiert |
| 2012 | Western Canadian Music Awards   | Pop Recording of the Year                            | „Curiosity“                                  | Gewonnen  |
| 2012 | VEVOCertified Awards            | 100.000.000 Views                                    | „Call Me Maybe“                              | Gewonnen  |
| 2012 | Irresistible Fanta Awards       | Most Irresistible Dance Song                         | „Call Me Maybe“                              | Gewonnen  |
| 2012 | Billboard Music Awards          | Rising Star                                          | Carly Rae Jepsen                             | Gewonnen  |
| 2012 | MTV Europe Music Awards         | Best Song                                            | „Call Me Maybe“                              | Gewonnen  |
| 2012 | MTV Europe Music Awards         | Best Push Act                                        | Carly Rae Jepsen                             | Gewonnen  |
| 2012 | MTV Europe Music Awards         | Best New Act                                         | Carly Rae Jepsen                             | Nominiert |
| 2012 | MTV Europe Music Awards         | Best North American Act                              | Carly Rae Jepsen                             | Nominiert |
| 2012 | American Music Awards           | Old Navy New Artist of the Year                      | Carly Rae Jepsen                             | Gewonnen  |
| 2012 | Capricho Awards                 | Hit Internacional                                    | „Call Me Maybe“                              | Nominiert |
| 2012 | Capricho Awards                 | Melhor Instagram (Best Instagram)                    | @Carlyraejepsen                              | Nominiert |
| 2012 | Capricho Awards                 | Revelação Internacional (Breakthrough Internacional) | Carly Rae Jepsen                             | Gewonnen  |
| 2012 | Billboard Japan Music Awards    | Hot Top Airplay of the Year                          | „Good Time“**                                | Gewonnen  |
| 2012 | Billboard Japan Music Awards    | Digital & Airplay Overseas of the Year               | „Good Time“**                                | Gewonnen  |
| 2012 | Premios 40 Principales          | Best International Song                              | „Call Me Maybe“                              | Nominiert |
| 2012 | Premios 40 Principales          | Best International New Artist                        | Carly Rae Jepsen                             | Nominiert |
| 2012 | Los Premios 40 Principales 2012 | Best International Song                              | „Call Me Maybe“                              | Gewonnen  |
| 2012 | Los Premios 40 Principales 2012 | Best International New Artist                        | Carly Rae Jepsen                             | Nominiert |
| 2013 | People’s Choice Award           | Favorite Song of the Year                            | „Call Me Maybe“                              | Nominiert |
| 2013 | People’s Choice Award           | Favorite Music Video                                 | „Call Me Maybe“                              | Nominiert |
| 2013 | People’s Choice Award           | Favorite Breakout Artist                             | Carly Rae Jepsen                             | Nominiert |
| 2013 | Grammy Awards                   | Song of the Year                                     | „Call Me Maybe“                              | Nominiert |
| 2013 | Grammy Awards                   | Best Pop Solo Performance                            | „Call Me Maybe“                              | Nominiert |
| 2013 | Nickelodeon Kids’ Choice Awards | Favorite Song                                        | „Call Me Maybe“                              | Nominiert |
| 2013 | NRJ Music Awards                | International Song of the Year                       | „Call Me Maybe“                              | Nominiert |
| 2013 | NRJ Music Awards                | International Group/Duo of the Year                  | „Good Time“**                                | Nominiert |
| 2013 | NRJ Music Awards                | International Breakthrough of the Year               | Carly Rae Jepsen                             | Gewonnen  |
| 2013 | VEVOCertified Awards            | 100.000.000 Views                                    | „Good Time“**                                | Gewonnen  |
| 2013 | SiriusXM Indies Awards          | Single of the Year                                   | „Call Me Maybe“                              | Gewonnen  |
| 2013 | SiriusXM Indies Awards          | Artist of the Year                                   | Carly Rae Jepsen                             | Gewonnen  |
| 2013 | SiriusXM Indies Awards          | Most Played Independent Artist or Group of the Year  | Carly Rae Jepsen                             | Gewonnen  |
| 2013 | SiriusXM Indies Awards          | Video of the Year                                    | „Call Me Maybe“                              | Nominiert |
| 2013 | SiriusXM Indies Awards          | Best-Selling Independent Release of the Year         | Kiss                                         | Nominiert |
| 2013 | SiriusXM Indies Awards          | Female Artist of the Year                            | Carly Rae Jepsen                             | Nominiert |
| 2013 | SiriusXM Indies Awards          | Pop Artist or Group of the Year                      | Carly Rae Jepsen                             | Nominiert |
| 2013 | SiriusXM Indies Awards          | Most Follow Artist of the Year                       | Carly Rae Jepsen                             | Nominiert |
| 2013 | Shorty Awards                   | Best Singer                                          | Carly Rae Jepsen                             | Nominiert |
| 2013 | Shorty Awards                   | Best Celebrity                                       | Carly Rae Jepsen                             | Nominiert |
| 2013 | Juno Award                      | Single of the Year                                   | „Call Me Maybe“                              | Gewonnen  |
| 2013 | Juno Award                      | Album of the Year                                    | Kiss                                         | Gewonnen  |
| 2013 | Juno Award                      | Pop Album of the Year                                | Kiss                                         | Gewonnen  |
| 2013 | Juno Award                      | Artist of the Year                                   | Carly Rae Jepsen                             | Nominiert |
| 2013 | Juno Award                      | Fan Choice Award                                     | Carly Rae Jepsen                             | Nominiert |
| 2013 | MTV Video Music Awards Japan    | Best New Artist                                      | „Call Me Maybe“                              | Gewonnen  |
| 2013 | MTV Video Music Awards Japan    | Album of the Year                                    | Kiss                                         | Nominiert |
| 2014 | World Music Awards              | World’s Best Video                                   | „Call Me Maybe“                              | Nominiert |
| 2014 | World Music Awards              | World’s Best Entertainer of the Year                 | Carly Rae Jepsen                             | Nominiert |

Achtung: * Geteilt mit Ryan Stewart / ** Geteilt mit Owl City.